# Libocedrus bidwillii
Libocedrus bidwillii é uma espécie de conífera da família Cupressaceae.
Apenas pode ser encontrada na Nova Zelândia.
Os seus habitats naturais são: florestas temperadas.